# Bayanan
Bayanan é uma cidade do Afeganistão, localizada na província de Balkh.